# Michelle Williams (zangeres)
Tenitra Michelle Williams (Rockford, Illinois, 23 juli 1980) is een Amerikaans zangeres. Ze maakte deel uit van de r&b-meidengroep Destiny's Child.

## Biografie
Nadat ze in haar jeugd christelijk was opgevoed, in verschillende kerkkoren had gezongen en achtergrondzangeres was geweest bij r&b-zangeres Monica, werd Williams in 2000 lid van de populaire groep Destiny's Child, samen met Farrah Franklin. Deze laatste stapte na een aantal maanden alweer uit de groep, maar samen met Beyoncé Knowles en Kelly Rowland vervolgde Williams haar carrière in Destiny's Child. Met deze groep heeft ze in totaal vier cd's uitgebracht. In 2003 bracht Williams haar eerste solo-cd uit, met daarop haar eerste single, getiteld Heard a Word. Het album heet Heart to Yours en is een mix tussen r&b en gospel. Al snel kwam dit album op de eerste plaats te staan in de gospelcharts in Amerika.
In 2004 kwam Williams met haar tweede soloalbum, Do You Know. Hierop staan meer up-temponummers, op speciaal verzoek van haar fans. Deze cd behaalde de tweede plek in de gospellijsten. De gelijknamige single was een redelijk succes in de gospelcharts van Amerika maar werd in Europa niet uitgebracht. Williams maakte vervolgens haar acteerdebuut toen zij de hoofdrol van Toni Braxton overnam in de musical Aida. In juni 2005 hebben de dames van Destiny's Child bekendgemaakt te stoppen, daarna gingen ze alle drie definitief alleen verder.
Naast de hoofdrol in de musical Aida nam Williams de rol van Shug Avery op zich in de musicalversie van de film The Color Purple. Deze rol zal ze in 2007 spelen in Chicago.
Williams nam deel aan het Britse dansprogramma Strictly Come Dancing van de BBC in 2010; zij danste met Brendan Cole.
- Bibliothèque nationale de France: cb14054147n (data)
- Gemeinsame Normdatei: 135283434
- International Standard Name Identifier: 0000 0001 1229 8260
- Library of Congress Control Number: n2002067105
- MusicBrainz: fac0f203-eb89-4d34-a3c5-8e353356d756
- Nationale Bibliotheek van Tsjechië: xx0020991
- Virtual International Authority File: 5135244
- WorldCat: E39PBJhd6V9VqJ6mGBF9FtYwYP